# Liste von Kraftwerken in Vietnam
Die Kraftwerke in Vietnam werden sowohl auf einer Karte als auch in Tabellen (mit Kennzahlen) dargestellt. Die Liste ist nicht vollständig.

## Installierte Leistung und Jahreserzeugung
Im Jahre 2012 lag Vietnam bzgl. der jährlichen Erzeugung mit 117 Mrd. kWh an Stelle 32 und bzgl. der installierten Leistung mit 26.300 MW an Stelle 33 in der Welt.

## Kalorische Kraftwerke
In der Tabelle sind nur Kraftwerke mit einer installierten Leistung größer 500 MW aufgeführt.
| Name des Kraftwerks  | Inst. Leistung (MW) | Brennstoff | Status     |
| -------------------- | ------------------- | ---------- | ---------- |
| Kraftwerk Ca Mau     | 1.500               | Erdgas     | in Betrieb |
| Kraftwerk Cam Pha    | 600                 | Kohle      | in Betrieb |
| Kraftwerk Hai Phong  | 600                 | Kohle      | in Betrieb |
| Kraftwerk Nhon Trach | 1.200               | Erdgas     | in Betrieb |
| Kraftwerk O Mon      | 660                 | Erdgas     | in Betrieb |
| Kraftwerk Quang Ninh | 1.200               | Kohle      | in Betrieb |
| Kraftwerk Pha Lai    | 1.040               | Kohle      | in Betrieb |
| Kraftwerk Phú Mỹ     | 3.895               | Erdgas     | in Betrieb |
| Kraftwerk Uông Bí    | 710                 | Kohle      | in Betrieb |
| Kraftwerk Vũng Áng   | 1.200               | Kohle      | in Betrieb |

## Wasserkraftwerke
| Name des Kraftwerks | Inst. Leistung (MW) | Fluss/See | Status     |
| ------------------- | ------------------- | --------- | ---------- |
| Ban Ve              | 320                 | Ca        | in Betrieb |
| Da Mi               | 175                 | La Ngà    | in Betrieb |
| Ham Thuan           | 300                 | La Ngà    | in Betrieb |
| Hoa Binh            | 1.920               | Sông Đà   | in Betrieb |
| Plei Krong          | 100                 | Dak Po Ko | in Betrieb |
| Sơn La              | 2.400               | Sông Đà   | in Betrieb |
| Tri An              | 400                 | Đồng Nai  | in Betrieb |
| Yaly                | 720                 | Dak Po Ko | in Betrieb |

## Windparks
Ende 2020 waren in Vietnam Windkraftanlagen mit einer Gesamtleistung von 427 MW in Betrieb (2017: 197 MW, 2018: 228 MW, 2019: 427 MW).
| Name des Windparks                    | Inst. Leistung (MW) | Anzahl | Status          |
| ------------------------------------- | ------------------- | ------ | --------------- |
| Windpark Bac Lieu                     | 99,2                | 62     | in Betrieb      |
| Windpark Binh Thuan                   | 30                  | 20     | in Betrieb      |
| Windpark Tay Nguyen                   | 28                  |        | in Betrieb      |
| Windpark Bach Long Vi                 | 0.8                 | 1      | in Betrieb      |
| Winpark Cong Hai I                    | 3                   | 3      | in Betrieb      |
| Windpark Phu Lac                      | 24                  |        | in Betrieb      |
| Windpark Phu Quy                      | 6                   | 3      | in Betrieb      |
| Windpark Trà Vinh                     | 48                  | 24     | in Betrieb      |
| Offshore-Windpark Khai Long, Phase I  | 100                 | 50     | bis 2018 im Bau |
| Offshore-Windpark Khai Long, Phase II | 200                 | 100    | in Planung      |